# Olympiska nätter
Olympiska nätter är en livebox med Mikael Wiehe och Björn Afzelius, bestående av tre CD och en DVD. Innehållet på de tre CD-skivorna kommer från liveframträdanden vid tre olika tillfällen: klubben Montmartre i Köpenhamn 1983, Visfestivalen i Västervik 1985 och en turné i Norge 1994. DVD:n innehåller en dokumentär om duon med titeln Vi lever ännu. Boxen gavs ut av Warner Music Sweden 2009.

## Låtlista

### Skiva 1 (Montmartre)
1. "Sång till friheten" - 3:39
2. "Danslåt för yttrandefriheten" - 3:10
3. "Prat" - 0:20
4. "Tankar i Havanna" - 5:02
5. "Prat" - 1:13
6. "Fågel Fenix" - 3:20
7. "Kom hem till mej" - 3:28
8. "Evelina" - 3:30
9. "Juanita" - 5:20
10. "Till min kära" - 4:18
11. "Folkens kamp (är folkens hopp)" - 3:09
12. "Rocksamba (Vi klarar det)" - 5:28

### Skiva 2 (Västervik)
1. "Prat" - 1:08
2. "Victor Jara" - 6:49
3. "Carolina" - 2:17
4. "Prat" - 0:09
5. "Flickan och kråkan" - 3:44
6. "Ikaros" - 4:50
7. "Det räcker nu" - 3:36
8. "Rocksamba (Vi klarar det)" - 4:44
9. "Prat" - 1:11
10. "Juanita" - 5:19
11. "Vem kan man lita på?" - 6:17
12. "Till min kära" - 4:02
13. "Prat" - 0:17
14. "Folkens kamp (är folkens hopp)" - 4:12

### Skiva 3 (Norge)
1. "Prat" - 3:49
2. "Isabelle" - 3:57
3. "Två ljus" - 4:36
4. "Älska mej nu" - 4:11
5. "Prat" - 2:19
6. "Lindansaren" - 4:36
7. "Vem kan man lita på?" - 3:59
8. "Titanic" - 4:32
9. "Sång till friheten" - 3:20
10. "Som en duva" - 4:37
11. "Fågel Fenix" - 4:14
12. "Valet" - 4:02
13. "Ikaros" - 3:27
14. "Mitt hjärtas fågel" - 5:33
15. "Tusen bitar" - 5:58